# ويكيبيديا التركية
ويكيبيديا التركية (بالتركية: Türkçe Vikipedi)‏ هي النسخة التركية من موسوعة ويكيبيديا، انطلقت في ديسمبر 2002، وفي 19 مايو 2025 وصل عدد المقالات فيها إلى 635٬838 مقالة وهي تحتل المركز التاسع والعشرون من حيث عدد المقالات.

## التاريخ
في نوفمبر 2006، رُشحت ويكيبيديا التركية ضمن فئة العلوم لـ جوائز شبكة العنكبوت الذهبية، والتي تُعرف باسم «جوائز أوسكار الويب» لتركيا. في يناير 2007، مُنحت ويكيبيديا التركية جائزة «أفضل محتوى» في هذه المسابقة. سُلمت الجائزة في حفل أقيم في 25 يناير 2007 في جامعة اسطنبول التقنية.
في 29 أبريل 2017، حظرت الحكومة التركية ويكيبيديا التركية. بينما لم تكشف الحكومة عن أسباب الحظر، يعتقد البعض أن الموسوعة حظرت بسبب مخاوف الحكومة التركية بشأن المقالات التي تنتقد أفعالها. في ديسمبر 2019، قضت المحكمة العليا في تركيا بأن الحظر ينتهك حرية التعبير. في 15 يناير 2020، رفع الحظر بعد 991 يومًا.

## التطور في عدد المقالات
- يناير 2004 - 100 مقالة
- يوليو 2004 - 1,000 مقالة
- نوفمبر 2005 - 10,000 مقالة
- مارس 2007 - 55,000 مقالة
- فبراير 2008 - 100,000 مقالة
- 9 ديسمبر 2012 - 200,000 مقالة
- 3 يوليو 2017 - 294,412 مقالة
- 27 أبريل 2021 - 400,000 مقالة
- 8 يوليو 2022 — 500,000 مقالة
- 6 أبريل 2024 — 600,000 مقالة

## الإحصائيات
| عدد المستخدمين المسجلين | عدد المستخدمين النشيطين | عدد المقالات | صفحات المحتوى | عدد التعديلات | عدد الملفات المرفوعة | عدد الإداريين |
| ----------------------- | ----------------------- | ------------ | ------------- | ------------- | -------------------- | ------------- |
| 1٬669٬179               | 2٬596                   | 635٬838      | 3٬325٬487     | 35٬312٬550    | 43٬242               | 23            |

## طالع أيضًا
- حظر ويكيبيديا في تركيا